# Halle (Saale)
Halle (Saale), poznat i pod nadimkom Händelstadt (Händelov grad), autonomni grad u saveznoj pokrajini Saska-Anhalt. Leži na obali rijeke Saale (Zale). Najpoznatiji je kao rodno mjesto njemačko-engleskog skladatelja Georgea Friedricha Händela, po kojemu je i dobio svoj nadimak.

## Ime
Od 15. do 17. stoljeća bio je poznat pod nazivom  Hall in Sachsen (Hall u Saskoj).
Do početka 20. stoljeća bio je poznat kao Halle an der Saale (Halle na Zalu), a od 1965. do 1995. zvao se Halle/Saale.

## Povijest
Dne 9. listopada 2019. dogodio se napad na sinagogu u Halleu.